# District de Lodhran
Le district de Lodhran est une subdivision administrative du sud de la province du Pendjab au Pakistan. Constitué autour de sa capitale, Lodhran, le district est peuplé de près d'un million et demi d'habitants. Il est entouré par le district de Khanewal au nord, le district de Vehari à l'est, le district de Bahawalpur au sud, et enfin le district de Multan à l'ouest.
Situé dans le sud rural et agricole du Pendjab, le district est l'un des moins développés de la province. Il vit principalement des cultures et de l'industrie textile, et est un axe de communication important dans le réseau de transport pakistanais. Parlant très majoritairement pendjabi, la population constitue un fief électoral conservateur plutôt acquis à la Ligue musulmane du Pakistan.

## Histoire
À l'époque de la partition des Indes en 1947, la région connait de forts mouvements de populations, les minorités hindoues et sikhs émigrant en Inde, tandis que des musulmans font le trajet inverse. La population majoritairement musulmane soutenait la création du Pakistan et la Ligue musulmane.

## Géographie et climat
Le district est traversé par la rivière Sutlej. Il est principalement constitué de plaines et connait un climat chaud et relativement sec, à l'exception de la période de la mousson.

## Économie

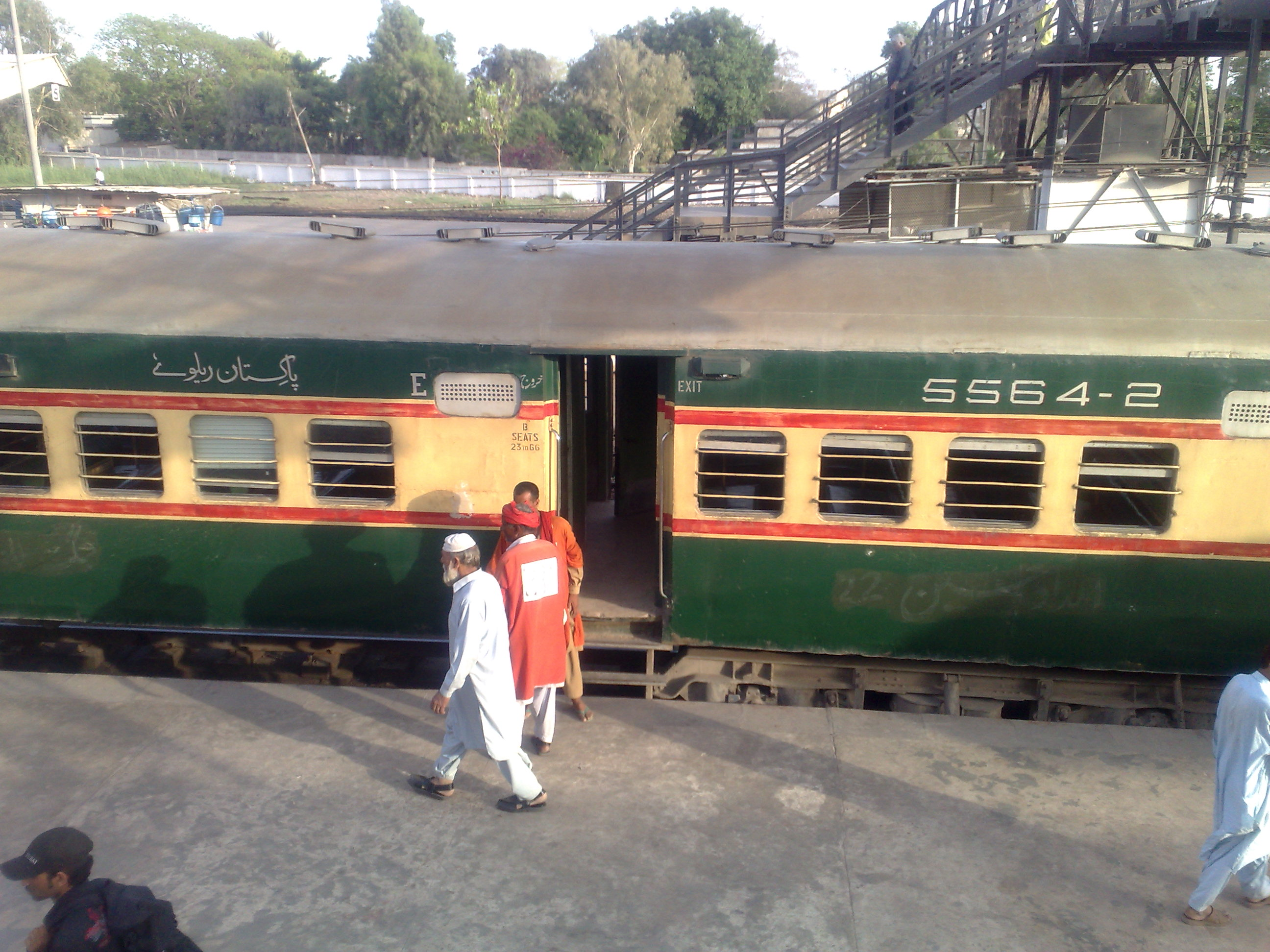
Un train pakistanais à l'arrêt dans une gare.

L'économie locale est très tournée vers l'agriculture, qui produit principalement du coton, du blé, de la canne à sucre, du tournesol, ainsi que des fruits comme la mangue et le citron, et des légumes. Les industries sont assez peu développées, souvent liées à l'agriculture, comme des moulins à farine et à huile, et de la production de textile.
Le district est par ailleurs bien desservie par les réseaux de transports, la ville Lodhran étant située sur la ligne de chemins de fer qui relie le nord et le sud du pays, et est même une importante gare de jonctions, se divisant vers le nord en trois axes, l'un reliant à Multan, l'autre Lahore via Khanewal, puis un troisième vers Kasur. La ville est aussi reliée à la route nationale no 5 et à la route expresse no 5.
Avec un indice de développement humain de 0,614 en 2012, c'est le district le moins développé de la province du Pendjab.

## Démographie
Lors du recensement de 1998, la population du district a été évaluée à 1 171 800 personnes, dont environ 15 % d'urbains. Le taux d'alphabétisation était de 30 % environ, dont 43 pour les hommes et 16 pour les femmes. Le nombre moyen de personnes par foyer s’élevait alors à 7,3 et 52 % étaient reliés à l’électricité pour 13 à l'eau courante. En 2006, la population du district était estimée à 1 403 000 habitants.
Le recensement suivant mené en 2017 pointe une population de 1 700 620 habitants, soit une croissance annuelle de 1,97 %, légèrement inférieure aux moyennes provinciale et nationale de 2,13 % et 2,4 % respectivement. Le taux d'urbanisation monte à peine, à 16 % environ.
La langue la plus parlée du district est de loin le pendjabi, différents dialectes cohabitant, dont principalement le saraiki. Le district compte quelques minorités religieuses : 2,2 % d'hindous, 2 % de chrétiens  et 0,3 % de sikhs en 1998.

## Administration

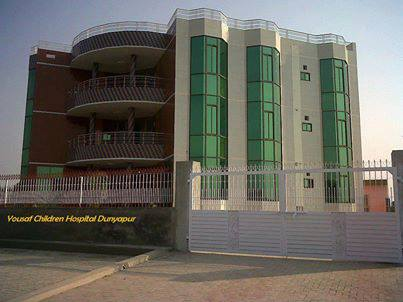
Hôpital pour enfant dans le tehsil de Dunyapur.

Le district est divisé en trois tehsils, Dunyapur, Kahror Pacca et Lodhran, et 73 Union Councils. Les tehsils de Dunyapur et Kahror Pacca étaient intégrés avant 1924 au tehsil de Mailsi dans le district de Vehari voisin, avant d'être transféré à Lodhran.
Seules quatre villes dépassent les 20 000 habitants en 2017, la capitale Lodhran étant la plus importante. Cette dernière regroupe à elle seule 7 % de la population totale du district et 44 % de la population urbaine. Réunies, ces quatre villes regroupent l'intégralité de la population urbaine selon le recensement de 2017.
| Ville        | Population (rec. 2017) |
| ------------ | ---------------------- |
| Lodhran      | 117 851                |
| Kahror Pacca | 82 141                 |
| Dunyapur     | 41 575                 |
| Dhanote      | 24 143                 |

## Politique
De 2002 à 2018, le district est représenté par les cinq circonscriptions no 207 à 211 à l'Assemblée provinciale du Pendjab. Lors des élections législatives de 2008, elles sont remportées par deux candidats de la Ligue musulmane du Pakistan (Q), deux du Parti du peuple pakistanais et un indépendant, et durant les élections législatives de 2013 elles ont été remportées par cinq candidats indépendants. Quatre d'entre eux ont cependant rapidement rejoint la Ligue musulmane du Pakistan (N). À l'Assemblée nationale, il est représenté par les deux circonscriptions no 154 à 155. Lors des élections de 2008, elles ont été remportées par un candidat de la Ligue (Q) et un indépendant, et durant les élections de 2013 elles sont remportées par des candidats indépendants. Tous deux ont cependant rejoint la Ligue (N) peu après.
Avec le redécoupage électoral de 2018, Lodhran est représenté par les deux circonscriptions no 160 et 161 à l'Assemblée nationale et par les cinq circonscriptions no 224 à 228 à l'Assemblée provinciale. Lors des élections de 2018, elles sont remportées par trois candidats de la Ligue (N) et deux du Mouvement du Pakistan pour la justice.
| Parti                                        | Voix (national) | %       | Élus nationaux | Élus provinciaux |
| -------------------------------------------- | --------------- | ------- | -------------- | ---------------- |
| Ligue musulmane du Pakistan (N)              | 242 046         | 45,91 % | 1              | 3                |
| Mouvement du Pakistan pour la justice        | 237 610         | 45,07 % | 1              | 2                |
| Tehreek-e-Labbaik Pakistan                   | 14 790          | 2,81 %  | 0              | 0                |
| Autres partis                                | 5 853           | 1,11 %  | 0              | 0                |
| Indépendants                                 | 11 733          | 2,23 %  | 0              | 0                |
| Total exprimés (participation : 58,96 %)     | 527 204         | 100 %   | 2              | 5                |
| Source : Commission électorale du Pakistan,. |                 |         |                |                  |